# Русанов, Василий Акимович
Василий Акимович Русанов (1775—1861) — русский генерал-майор, участник Наполеоновских войн.

## Биография
Родился в 1779 году в селе Троицком Землянского уезда Воронежской губернии, в отцовском имении. Рано лишившись отца, остался на руках у матери, женщины умной и энергичной. Малолетним она отвезла сына в Петербург и, при помощи известного при дворе императрицы Екатерины II, Л. А. Нарышкина, поместила его в Пажеский корпус. По восшествии на престол Павла I, за отличные успехи, ловкость и великолепную езду, он был назначен камер‑пажом ко Двору, а 8 октября 1798 года из камер-пажей был выпущен поручиком в лейб-гвардии Гусарский полк, в котором был произведён 20 сентября 1799 года в штабс-ротмистры, 9 декабря 1801 года — в ротмистры и 30 ноября 1803 года — уже в полковники.
Переведённый затем, 13 января 1805 года, в Александрийский гусарский полк, он принял с ним участие в двух кампаниях против французов — 1805 и 1806—1807 годов; 27 января 1807 года, в сражении под Прейсиш-Эйлау, был сорван ядром с лошади, причём ему повредило грудь и левое плечо; за мужество, оказанное в этом сражении, он был награждён 26 апреля 1807 года орденом Св. Георгия 4-й степени (№ 1766 по списку Григоровича — Степанова, № 752 по списку Судравского):
В воздаяние отличного мужества и храбрости, оказанных в сражении против французских войск 26 и 27 января при Прейсиш-Эйлау, где с особенною храбростию исполняя свой долг, удерживал людей в надлежащем порядке, причем получил сильную контузию в левое плечо.
Кроме того, ему пожаловано было в потомственное владение 4000 десятин земли в Саратовской губернии, которыми однако ему не удалось воспользоваться по сложившимся жизненным обстоятельствам.
5 февраля 1809 года Русанов, за ранами, был уволен в отставку, с производством в генерал-майоры, а 4 июля того же года был снова принят на службу и сперва назначен состоять по армии, а затем определён окружным начальником 8-го округа Отдельного Корпуса внутренней стражи. Когда Указом 13 мая 1812 года было Высочайше повелено создать 12 новых полков, Русанову было поручено сформировать 2 егерских в Воронеже и 4 пехотных в Рязани и Тамбове; уже 15 сентября, сформированные и обученные полки были представлены Кутузову. Эти полки были использованы для укомплектования действующей армии и ученики Русанова с честью выдержали первое боевое крещение в Тарутинском сражении. За эту деятельность Русанов дважды удостоился Высочайшего благоволения и был награждён орденом Св. Владимира 3-й степени.
В 1813 году был уволен со службы Александром I по представлению своего непосредственного начальника генерала князя А. А. Лобанова-Ростовского, с которым у Русанова не сложились отношения. Эта опала была снята с него лишь в 1826 году императором Николаем I, который лично пересматривал дело Русанова и признал его несправедливым. Но к тому времени Русанов был уже довольно немощным и не вышел из отшельнической жизни в своём имении в селе Троицком.
30 сентября 1827 года он был уволен вовсе от службы с пенсионом полного жалованья и до самой смерти проживал в селе Троицком Землянского уезда Воронежской губернии, где и умер в 1861 году. Похоронен в ограде церкви села Троицкого (которая была построена на его деньги), на его могиле был установлен массивный памятник в виде четырёхугольной усечённой пирамиды с чугунным распятием. На пьедестале написано: «Здесь покоится тело Генерал Майора Василия Акимовича Русанова. Родился в 1775, умер в 1861 гг.».